# J. Marius J. Lange van Ravenswaay

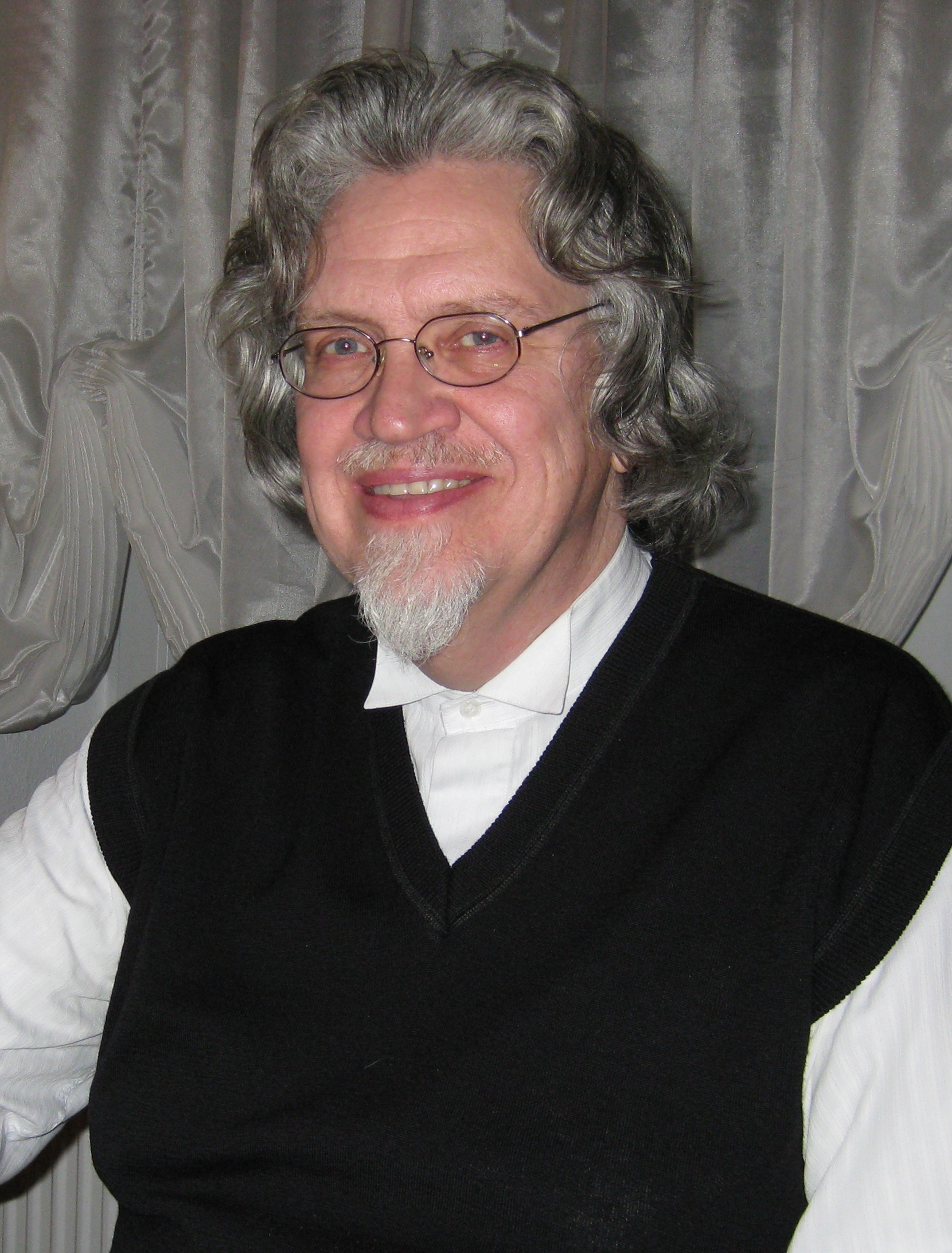
J. Marius J. Lange van Ravenswaay (2008)

Jan Marius Jacob Lange van Ravenswaay (* 24. Mai 1952 in Essen) ist ein deutscher evangelischer Theologe und war bis 2017 wissenschaftlicher Vorstand der Johannes a Lasco Bibliothek in Emden und bis 2018 evangelisch-reformierter Pfarrer in Moormerland.

## Biografie
Seine Kindheit verbrachte Lange van Ravenswaay überwiegend in den Niederlanden, die Schulzeit in Koblenz, in Fontainebleau (Ecole Internationale) und in Lingen (Gymnasium Georgianum). 1971 wurde er 2. Landessieger in Niedersachsen bei Jugend forscht im Fach Geophysik. Nach dem Abitur im selben Jahr in Lingen studierte er evangelische Theologie an der Westfälischen Wilhelms-Universität Münster, der Eberhard-Karls Universität Tübingen und der Georg-August Universität Göttingen. Nach seiner ersten theologischen Prüfung 1977 absolvierte er bis 1979 sein Vikariat in den evangelisch-reformierten Kirchengemeinden Lingen und Uelsen.
Lange van Ravenswaay arbeitete nach erfolgter zweiter theologischer Prüfung bis 1981 als wissenschaftlicher Mitarbeiter am Institut für Spätmittelalter und Reformation der Eberhard-Karls Universität Tübingen. Von 1981 bis 1985 war er wissenschaftlicher Assistent am Lehrstuhl Kirchen- und Dogmengeschichte bei Heiko Augustinus Oberman in Tübingen sowie stellvertretender Leiter des Projektbereichs Spätaugustinismus im Sonderforschungsbereich Spätmittelalter und Reformation. 1986 promovierte er zum Dr. theol. in Tübingen mit der Dissertation Augustinus totus noster. Das Augustinverständnis bei Johannes Calvin. Zu der Zeit arbeitete er als „Pastor collaborans“ (Pastor zur Mitarbeit) in der evangelisch-reformierten Kirchengemeinde Borkum.
Am 1. März 1987 wurde er zum Pfarrer ordiniert und war bis zum 31. März 2018 Pastor der evangelisch-reformierten Kirchengemeinde Neermoorpolder im ostfriesischen  Moormerland. Von 2001 bis 2017 war er Vorsitzender der Gesellschaft für die Geschichte des reformierten Protestantismus und von 2010 bis 2017 Wissenschaftlicher Vorstand der Johannes a Lasco Bibliothek in Emden.
Seit 2002 ist er Mitherausgeber der Reformierten Bekenntnisschriften und seit 2010 im Herausgeberbeirat der Akten und Dokumente der Synode von Dordrecht tätig. Von 2013 bis 2019 war er stellvertretender Vorsitzender des wissenschaftlichen Beirats der Reformationsgeschichtlichen Forschungsbibliothek Wittenberg.

## Schriften (Auswahl)
- Augustinus totus noster. Das Augustinverständnis bei Johannes Calvin (= Forschungen zur Kirchen- und Dogmengeschichte. Band 45). Vandenhoeck & Ruprecht, Göttingen 1990.
- Calvin und Farel. Aspekte ihres Verhältnisses. In: Pierre Barthel, Rémy Scheurer und Richard Stauffer (Hrsg.): Actes du colloque Guillaume Farel, Neuchatel 29 septembre–1er octobre 1980 (= Cahiers de la Revue de Theologie et de Philosophie. Band 9,1). Genf/Lausanne/Neuchatel 1983, S. 63–72.
- Initia Augustiniana Calvini. Neues zur Genese von Calvins Augustinverständnis. In: Congresso Internazionale su S. Agostino nel XVI centenario della conversione, Roma 15–20 settembre 1986, Atti III. Studia ephemeridis „Augustinianum“ 26. Rom 1987, S. 257–274.
- Johannes von Paltz: De conceptione sive praeservatione a peccato originali sanctissimae. Die genetricis virginis Mariae. In: Johannes von Paltz Werke III. Hg. und bearb. von Chr. P. Burger, A. Czogalla, J. M.J. Jange van Ravenswaay u. a. (= Spätmittelalter und Reformation, Texte und Untersuchungen. Band 4). Berlin / New York 1989, S. 139–155.
- Johannes von Paltz: De septem foribus seu festis beatae virginis / Die sieben Porten oder Feste der Mutter Gottes. In: Johannes von Paltz Werke III, S. 285–354.
- Calvin und die Juden – eine offene Frage? In: Heiko A. Obermann (Hrsg.): Reformiertes Erbe. Festschrift für Gottfried W. Locher zu seinem 80. Geburtstag. Band 2. Zürich 1993, S. 183–194.
- Die Juden in Calvins Predigten. In: Achim Detmers und J. Marius J. Lange van Ravenswaay (Hrsg.): Bundeseinheit und Gottesvolk. Reformierter Protestantismus und Judentum im Europa des 16. und 17. Jahrhunderts (= Emder Beiträge zum reformierten Protestantismus. Band 9). Wuppertal 2005, S. 59–69.
- Een corte undersouckinghe des gheloofs (1553) in der Fassung von 1555. In: Reformierte Bekenntnisschriften. Band 1/3 (1550–1558). Neukirchen-Vluyn 2007, S. 277–294.
- Calvin und die Juden. In: Herman J. Selderhuis (Hrsg.): Calvin Handbuch. Tübingen 2008, S. 143–146.
  - niederländische Ausgabe: Calvijn en de joden. In: Herman J. Selderhuis (Hrsg.): Calvijn Handboek. Kampen 2008, ISBN 978-90-435-1436-1, S. 171–174.
  - englische Ausgabe: Calvin and the Jews. In: Herman. J. Selderhuis (Hrsg.): The Calvin Handbook. Grand Rapids/Cambridge 2009, S. 143–146.
- Kálvin János és a zsidóság. In: Confessio. A Magyarországi Református Egyház Figyelöje. 2009/3, Budapest 2009, S. 28–34.
- Jean Calvin und die Juden. Eckpunkte einer Charakterisierung. In: RheinReden 2010. Texte aus der Melanchthon Akademie Köln, S. 69–77.
- The importance of the John a Lasco library Emden/Germany for the history and theology of the Reformed churches. In: Revival and unity of reformed churches. ICRefC, International Congress of Reformed and Presbyterian Churches, Seoul/Korea, 2. bis 7. Mai 2013. Seoul 2013, S. 666–685.
- Die Emder Synode von 1571. In: J. Marius J. Lange van Ravenswaay, Klaas-Dieter Voss, Wolfgang Jahn (Hrsg.): Emden (= Orte der Reformation. Band 13). Leipzig 2014. S. 57–59.

### Herausgeberschaften
- mit Herman J. Selderhuis: Reformierte Spuren. Vorträge der 4. Emder Tagung zur Geschichte des reformierten Protestantismus (= Emder Beiträge zum reformierten Protestantismus. Band 8). Wuppertal 2004, ISBN 3-932735-89-7.
- mit Achim Detmers: Bundeseinheit und Gottesvolk. Reformierter Protestantismus und Judentum im Europa des 16. und 17. Jahrhunderts (= Emder Beiträge zum reformierten Protestantismus. Band 9). Wuppertal 2005, ISBN 3-932735-97-8.
- mit Matthias Freudenberg: Geschichte und Wirkung des Heidelberger Katechismus. Vorträge der 9. Internationalen Emder Tagung zur Geschichte des reformierten Protestantismus (= Emder Beiträge zum reformierten Protestantismus. Band 15). Neukirchener Theologie, Neukirchen-Vluyn 2013.
- mit Klaas-Dieter Voss und Wolfgang Jahn: Emden. Stadtführung; Reformation in Emden (= Orte der Reformation. Band 13). Evangelische Verlagsanstalt, Leipzig 2014.
- mit Jochen Bepler, Ingeborg Feige u. a.: Jahrbuch kirchliches Buch- und Bibliothekswesen. NF1. Regensburg 2013ff., ISBN 978-3-7954-2713-9.
- mit Herman J. Selderhuis: Reformed Majorities in early modern Europe (= Refo500. Academic Studies. Band 23). Vandenhoeck & Ruprecht, Göttingen 2015.
- mit Herman J. Selderhuis: Luther and Calvinism. Image and Reception of Martin Luther in the history and theology of Calvinism (= Refo500. Academic Studies. Band 42). Vandenhoeck & Ruprecht, Göttingen 2017.
- mit Matthias Freudenberg: Diakonie im reformierten Protestantismus. Vorträge der 11. Internationalen Emder Tagung zur Geschichte des reformierten Protestantismus (= Emder Beiträge zum reformierten Protestantismus. Band 17). Göttingen 2018, ISBN 978-3-7887-3231-8
- mit Herman J. Selderhuis: Renaissance und Bibelhumanismus (=Refo500. Academic Studies. Band 65). Vandenhoeck & Ruprecht, Göttingen 2020, ISBN 978-3-525-56479-0.